# Moustérienkulturen

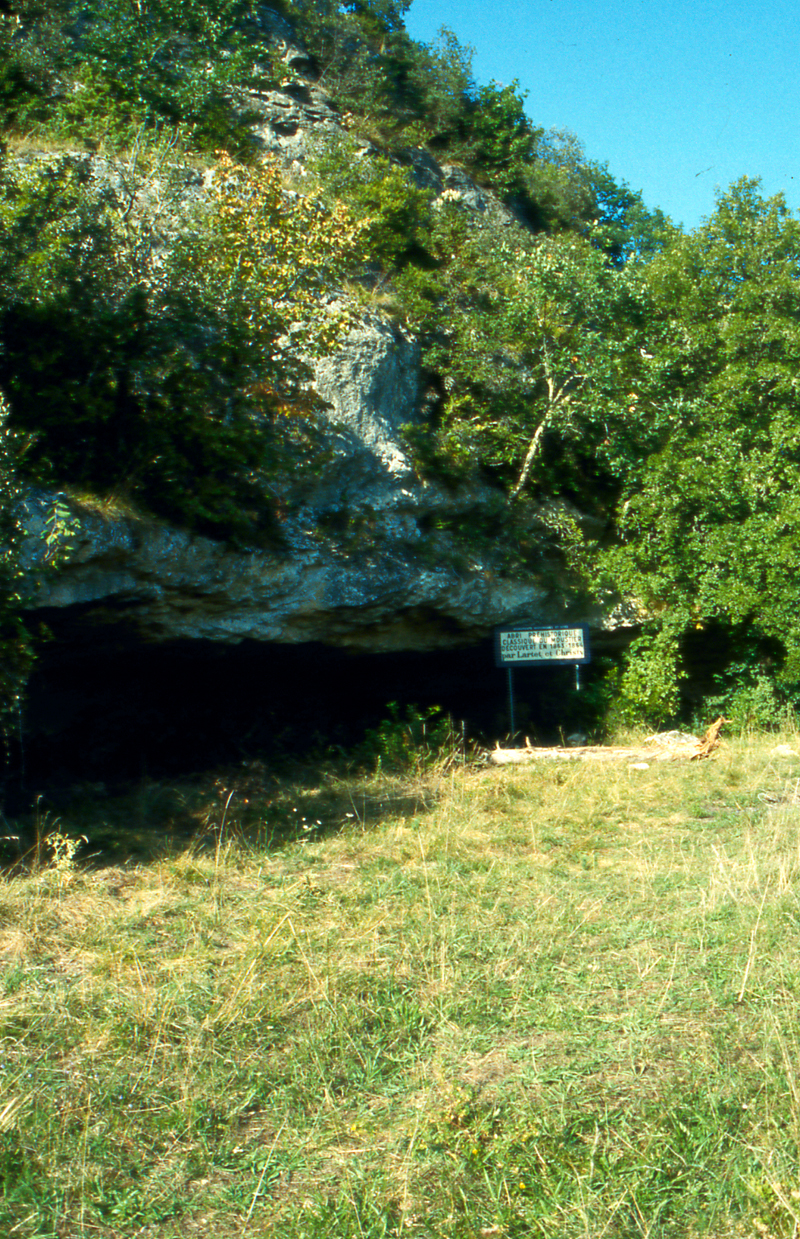
Den kända grottan i Le Moustier i Dordogne som givit kulturguppen sitt namn

Moustérienkulturen är en mellanpaleolitisk stenålderskultur som uppburits av neandertalmänniskor. Kulturgruppen är uppkallad efter fyndorten Le Moustier i Frankrike. Kulturgruppen kan dateras till omkring 100000 - 38000 f.Kr.

## Utbredning och verktyg
Moustérienkulturen är mer eller mindre utbredd över stora delar av Europa, Främre Orienten och Nordafrika. Karaktäristisk för Moustérienkulturen är den så kallade levalloistekniken för framställning av stenverktyg. Man finner många varianter hos de moustérienindustrier. De hade en mycket stor utbredning från atlantkusten till området norr om Svarta havet och Asiens inre. Det finns variationer i redskapstillverkningen i detta stora område. I Västeuropa fortsatte till exempe tullverkningen av handkilar, oftast mindre och triangulära eller hjärtformade, att spela en framträdande roll, medan handkilarna längre söderut förlorade i betydelse. I en stor del av detta område, från Sydfrankrike och Italien till Centraleuropa, Krim, Don-Donetsområdet och den västkaukasiska kustzonen, ersattes handkilens försvinnande eller tillbakagång med en rik mångfald av skivredskap, som vid det laget bl.a. omfattade borr och långa smala skivor med brant retusch. Främst i områdets östra del, från Grekland till Sydryssland, rymmer redskapsuppsättningen också spetsar med flack tillhuggning av ena sidan eller båda. Redskapen var antingen bladformade eller subtriangulära med konkav bas. 
Det verkar som om själva idén att koncentrera sig på verktyg som kan slås fram med ett enda slag ur väl förarbetade kärnor skulle ha utvecklats i norra delen av den äldre paleolitiska världen och framför allt ha varit utmärkande för under mellanpaleolitikum för den levalloisteknik inom moustérienkulturen, men själva metoder spreds senare också vida omkring.

### Jakt
Neanderthalmänniskans bosättningar i grottor har genom goda förhållanden för bevarande gett oss goda upplysningar om deras viktigaste bytesdjur, deras sätt att använda ben och besläktade material och deras sätt att behandla sina döda. De var avancerade jägare liksom sina närmaste föregångare. Där moustérien överlagrar nivåer från tidigpaleolitikum finns det inget som tyder på att de yngre kulturerna jagade fler djurarter än de äldre. Man finner några vittnesbörd om förbättrade jaktmetoder. Man fortsatte att förlita sig på sådana gamla välbeprövade hjälpmedel som träspjut, men ofta hade man försett spjuten med stenspetsar fästade vid spjutskaften av trä med ett lim tillverkat av björksav som upphettats.  Stenkulor har man tolkat som bolas och troligen använde man också fallgropar.  Specialiserade projektilspetsar för kastvapen eller pilbågar lyser med sin frånvaro. Neandertalare använde i liten utsträckning  nästan inte alls av ben och närstående material. Ben och horn var viktiga råvaror som de senare stenåldersjägarnas bearbetade till en hel mångfald av olika spjut-, harpun-, och pilspetsar, till metkrokar och spetsade fiskepinnar. Kort sagt till massor av olika redskap och personliga prydnader av alla de slag. Diverse benbitar, däribland finger- och tåben, användes som städ vid flintbearbetningen, men det finns ingenting som tyder på att man bearbetade ben eller horn för att få bestämda verktyg eller vapen av något slag.

### Ingen konst?
En annan och kanske än mer betydelsefull begränsning är frånvaron av varje antydan om ett utvecklat estetiskt sinne. Människan under mellersta paleolitikum kunde tillverka en begränsad serie redskap på ett häpnadsväckande arbetsbesparande sätt, och den formens fulländning och standardiseringsgrad som hon uppnådde, ofta över mycket stora områden och trots stora variationer i kvaliteten hos de råvaror hon använde, vittnar om en bestämd avsikt och en utpräglad stilkänsla. Men så vitt vi vet utövade hon ingen konst. Man har till exempel inte funnit några som helst sniderier eller ristningar i hela mångfalden av ben och horn från moustérienkulturens och med den besläktade fyndorter. Och inte heller har man påträffat ens en enda genomborrad tand, som skulle kunna antyda att hon gjorde sig personliga prydnader.
Dessa åsikter har på senare tid kraftigt ifrågasatts. Artikeln Neandertalare skapade konst  i Forskning och Framsteg 2018-02-22 skriver Per Snaprud "En internationell forskargrupp har kommit fram till att målningarna i tre spanska grottor är mer än 64 000 år gamla. Eftersom Europas äldsta spår av moderna människor är över 20 000 år yngre slår de fast att upphovsmännen måste ha varit neandertalare.

## Historik
Moustérientiden (franska le moustérien) är den del av den äldre stenåldern, som karakteriseras av de fynd, som först gjorts vid franska byn Le Moustier och sedermera av samma art på andra ställen. Den av Édouard Lartet och Henry Christy 1863 utgrävda grottan, belägen ovanför byn Moustier, innehöll lämningar från den äldre (paleolitiska) stenåldern. I det av Gabriel de Mortillet uppställda kronologiska systemet för denna tid har grottan gett namn åt den i grottan anträffade fyndgruppen "le moustérien". Moustérientiden anses sammanfalla med den sista stora nedisningen och karakteriseras av en köldälskande fauna, såsom mammut, ullhårig noshörning, grottbjörn, grotthyena med flera stora däggdjur. De för perioden karakteristiska redskapen är den så kallade moustierspetsen, ett redskap med mångsidig användning, samt den halvmånformiga skrapan. De nedanför Moustiergrottan befintliga bergterrasserna döljer flera så kallade abrier, klippskjul (grunda grottor), som blivit utgrävda med stor framgång. Av betydelse är en grav, med skelettet av en 15–16-årig pojke, som anträffades 1908 under den nedersta terrassen av schweizaren Otto Hauser. Detta skelett (Homo mousteriensis Hauseri) tillhör neandertalarna. I Frankrike finnas ganska många fynd från moustérienperioden. Ett av de viktigaste är det 1908 vid La Chapelle-aux-Saints framgrävda skelettet av en 50-årig man. Jämte monstierskelettet har det lämnat ytterst viktiga bidrag till kännedomen om neandertalarna.